# Líquido seroso
En fisiología, el término fluido seroso o líquido seroso (que proviene de la palabra latina medieval serosus, del suero latino) es uno de varios fluidos corporales que se parecen al suero, que son típicamente de color amarillo pálido y transparente y de naturaleza benigna. El líquido llena el interior de las cavidades corporales. El fluido seroso se origina a partir de glándulas serosas, con secreciones enriquecidas con proteínas y agua. El fluido seroso también puede originarse a partir de glándulas mixtas, que contienen células mucosas y serosas. Un rasgo común de los fluidos serosos es su papel en la asistencia a la digestión, la excreción y la respiración . 
En los campos médicos, especialmente en la citopatología, el fluido seroso es un sinónimo de los fluidos de derrame de varias cavidades corporales. Ejemplos de líquido de derrame son derrame pleural y derrame pericárdico. Hay muchas causas de derrames que incluyen la participación de la cavidad por cáncer. El cáncer en una cavidad serosa se llama carcinoma seroso. Se recomienda la evaluación citopatológica para evaluar las causas de los derrames en estas cavidades.

## Ejemplos
La saliva se compone de moco y fluido seroso; el fluido seroso contiene la enzima amilasa, que es importante para la digestión de los carbohidratos. Glándulas salivales menores de von Ebner presentes en la lengua secretan la lipasa. La glándula parótida produce saliva puramente serosa. Las otras glándulas salivales principales producen saliva mixta (serosa y mucosa). 
Otro tipo de fluido seroso es secretado por las membranas serosas (serosa), membranas de dos capas que recubren las cavidades del cuerpo. El líquido de la membrana serosa se acumula en los microvilos de la capa externa y actúa como lubricante y reduce la fricción del movimiento muscular. Esto se puede ver en los pulmones, con la cavidad pleural. 
El suero sanguíneo es el componente de la sangre que no es una célula sanguínea ni un factor de coagulación. El suero sanguíneo y el plasma sanguíneo son similares, pero el suero no contiene ningún factor de coagulación, como el fibrinógeno, la protrombina, la tromboplastina y muchos otros. El suero incluye todas las proteínas que no se utilizan en la coagulación (coagulación), y todos los electrolitos, anticuerpos, antígenos, hormonas y cualquier sustancia exógena, como medicamentos y microorganismos. 